# Orthoglymma
Orthoglymma is een geslacht van kevers uit de familie van de loopkevers (Carabidae). De wetenschappelijke naam van het geslacht is voor het eerst geldig gepubliceerd in 2011 door Liebherr, Marris, Emberson, Syrett & Roig-Juñent.

## Soorten
Het geslacht Orthoglymma is monotypisch en omvat slechts de volgende soort:
- Orthoglymma wangapeka Liebherr, Marris, Emberson, Syrett & Roig-Juñent, 2011